# My My My - Consulenze particolari
My My My - Consulenze particolari (その気にさせてよmyマイ舞?, Sono ki ni sasete yo my mai Mai) è un manga ecchi di Masakazu Yamaguchi, successivamente adattato in una serie di OAV nel 1993. In Italia, l'anime è edito da Yamato Video ed è andato in onda per la prima volta da Dahlia Eros nel gennaio 2010 e replicato su Man-ga nel dicembre dello stesso anno.

## Doppiaggio
| Personaggio   | Doppiatore originale | Doppiatore italiano |
| ------------- | -------------------- | ------------------- |
| Mai Waku      | Akiko Yajima         | Barbara Sirotti     |
| Conte Nero    | Shō Hayami           | Gianluca Iacono     |
| Nonno         | Masashi Hirose       | Antonio Paiola      |
| Ryouichi Kudō | Toshiyuki Morikawa   | Simone D'Andrea     |

## Sigle
La sigla iniziale dell'anime è Ikenai Situation mentre quella di chiusura è Kizuite hoshi ino. Entrambe le sigle sono cantate da Akiko Yajima.